# بيل بارنت
بيل بارنت (بالإنجليزية: Bill Barnett)‏ هو لاعب كرة قدم أمريكية أمريكي، ولد في 10 مايو 1956 في سانت بول في الولايات المتحدة.

## وصلات خارجية
- بيل بارنت على موقع مرجع كرة القدم المحترفة.كوم (الإنجليزية)